# 哈根山
哈根山（Hagensberg）是巴布亚新几内亚的第二高火山，名称源于德国殖民统治者库尔特·冯·哈根。距该山约24公里的城市芒特哈根就以它得名。
哈根山是一座成层火山。